# Кут Хумі
Кут Хумі (англ. Koot Hoomi; також Кутхумі) – в Теософії один з «Вчителів Мудрості» (Махатм), у Вченні Вознесених Владик один з «Вознесених Владик». Перші згадки про Махатму Кут Хумі належать Олені Блаватській. За її твердженням Кут Хумі та Моріа допомогли їй заснувати Теософське товариство.

## Ім’я
Крім основного імені (Кут Хумі або Кутхумі) його можна зустріти під іменем Кут Хумі Лал Сінг, Учитель К.Х. або просто К.Х..

Джінараджадаса писав, що ім’я Кут Хумі не є особистим іменем Вчителя, а походить від назви школи тибетського буддизму Кутхумпа.

Подібне ім'я також зустрічається в індуїстський священних текстах. Так згадки про Ріші Каутхумі є в декількох пуранах (напр. Вішну-пурана книга  3 розділ 6). Посилаючись на це О.П. Блаватська писала: 
|  | Ім’я Ріші Кутхумі згадується не в одній пурані … Але нам не сказали чи існує якийсь зв’язок між нашим Махатмою з цим ім’ям та Ріші, і ми не вважаємо виправданим спекулювати на цій темі. Ми знаємо лише те, що обидва є північними брахманами, тоді як морійці – кшатрії. |

Ранні листи Кут Хумі до Синнетта підписані іменем Кут Хумі Лал Сінг. Однак пізніше у листуванні він пише що «Лал Сінг» це доповнення зроблене його учнем Джвал Кулом:
|  | Чому ви надрукували «Окультний світ» до того як надіслати мені його на перегляд? Я ніколи не дозволив би піти в такому вигляді ні йому, ні словам «Лал Сінг» які безглуздо вигадав Джвал Кул як продовження псевдоніму, і яким я необачно дозволив вкорінитися не подумавши про можливі наслідки. |

## Біографія
Російський індолог О.М.Сенкевич після вивчення творчого спадку Блаватської та іншої теософської літератури відтворив біографію Кут Хумі по окремим деталям:

«Махатма Кут Хумі народився в Пенджабі на початку ХІХ ст. і був родом зі знатної сім’ї кашмірських брахманів. Юнаком він навчався в Європі, можливо в Німеччині, однак німецькою мовою не говорив і не писав. Його англійський залишав бажати кращого, його латина рясніла грубими помилками, проте французькою мовою він володів вільно. Його листи написані дивним, специфічним англійським, ніби їх перекладали з французької, до того ж в них зустрічаються слівця й вирази з американського жаргону. Махатма Кут Хумі був начитаний в західній літературі, обізнаний в науках, його улюбленою темою була філософія. Він майже без помилок цитував Шекспіра, не так точно Свіфта і зовсім недбало – Текерея, Теннісона і Дікенса.»

Також Мері К. Неф писала, що в 70-х роках ХІХ ст. Махатма Кут Хумі був студентом в Європі. Доктор Гуго Вернекке та професор Фехнер розповідали їй про його присутність в 1875 р. в Лейпцизькому університеті та про наступне відвідання ним Цюриха. Вона також стверджувала, що багато відомих теософів вважали що Вчитель К.Х. був студентом Дублінського університету і під час навчання там написав книгу «Сон  Равани» (англ. The Dream of Ravan), опубліковану в чотирьох номерах Дублінського університетського журналу.

Паралельно з навчанням в Європі Кут Хумі був під наглядом у свого духовного Вчителя та через певний час сам став Вчителем. Так разом з Морією та іншими він керував школою для адептів, що прилягала до одного з монастирів в Тібеті. Махатми розумілися як передові адепти з надлюдськими силами, які не підкорялися ні монастирю, ні його правилам, але мали повний доступ до його бібліотеки та ресурсів.

2 жовтня 1881 р. Блаватська писала до Мері Холліс Біллінг, що саме зараз Кут Хумі проходить заключний етап підготовки після чого він стане одним з найвищих адептів:
|  | Кут Хумі нині засинає на три місяці, щоб підготуватися під час цього Самадхі або стану безперервного трансу до свого посвячення, останнього, після чого він стане одним з найвищих адептів. Бідний К.Х., його тіло зараз лежить в окремій квадратній кам’яній будівлі без вікон і дверей, вхід до якої здійснюється через підземний хід з приміщення релікварію, а його дух цілком вільний. Адепт може лежати так роками. Його чохан (духовний наставник) господар і начальник тибетського монастиря піклується про його тіло. |

## Вплив

### Теософія
Кут Хумі разом з Морією та Джвал Кулом виступають як ті, від кого походила ініціатива по створенню Теософського товариства.

О.П. Блаватська стверджувала що Вчителі Кут Хумі та Моріа тісно співпрацювали з нею в написанні двох її книг: «Викрита Ізіда» і «Таємна доктрина», та що вона мала особисту зустріч з Кут Хумі під час своєї поїздки до Тибету в 1868 р..

Синнет, Юм та інші публікували матеріали заявлені як такі, що були отримані від Кут Хумі. Деякі з його листів послужили основою для книг Синнета «Окультний світ» та «Езотеричний буддизм». Вони складають також основу книги «Листи Махатм», що є збіркою листів від Кут Хумі та Морії присвячених в основному питанням теософського вчення та управління Теософським товариством.

Так, між іншим в жовтні 1882 р. Синнет надіслав Махатмам питання щодо своїх попередніх втілень. На що Кут Хумі відповів наступним чином:
|  | А.П.Синнет не є «абсолютно новим винаходом». Він – дитя і творіння свого попереднього особистого «Я», Нонія Аспрената, консула імператора Доміціана (94 р. н.е.) … і друга верховного жерця Юпітера і голови фламінів – чим і пояснюється раптово виникле тяжіння Синнета до містицизму. |

### Вчення Вознесених Владик
Вчення Вознесених Владик відноситься дослідниками Новітніх релігійних рухів до теософської традиції. «Вознесені Владики» - це ті кого теософи називають «Вчителями мудрості». Згідно з Вченням, Кут Хумі досяг вознесіння в кінці ХІХ ст. і більше не має потреби у втіленні. Описується ряд втілень які передували його вознесінню. Серед них Піфагор, Балтазар, Франциск Ассізський, Шах Джахан. Послання від імені Кут Хумі публікували такі представники Вчення як  та Елізабет Профет, Т. Мікушина.
Згідно з Вченням, серед семи божественних променів або семи еманацій якими Абсолют виражається у світі форми, Кут Хумі досконало оволодів другим променем, що відповідає мудрості Бога. Відповідно по вознесінню він зайняв положення Владики (Чохана) другого променя. Та згодом, оскільки розвиток продовжується і після вознесіння, перейняв служіння «Світового Вчителя».
Він розглядається як Владика-психолог, що по особливому розуміється в хитросплетіннях людської душі й нерідко така тема простежується в посланнях:
|  | Буває так, що учень готовий до засвоєння певного обсягу знань, але його свідомість не має необхідного прагнення та спрямованості. У цьому випадку він уважає за краще заповнювати ємність своєї свідомості всім, що він зустрічає в зовнішньому світі. Всім, про що він читає в газетах, дивиться по телевізору, слухає по радіо. До певного етапу така всеїдність допустима. Але тільки до певного етапу. … Частина цього інформаційного сміття переміщується в підсвідомість та осідає там. І часом, коли монстр будь-якої загнаної всередину психологічної проблеми об'єднується з подібними вібраціями, що містяться в так званих засобах масової інформації, то результат, який проявляється в зовнішній поведінці людини, є настільки непередбачуваним і не вкладається ні в які рамки, що жоден психолог не може допомогти вам у вирішенні психологічної проблеми, яка несподівано постала перед вами. Але всі проблеми ви створюєте собі самі. Саме в той момент, коли, не замислюючись про наслідки, складаєте в ємність вашої свідомості всю інформацію, з якою ви стикаєтеся у вашому житті. |

## Полеміка про існування

### Свідчення очевидців
Як і Моріа, Кут Хумі досить часто подорожувал і багато хто з членів Теософського товариства розповідали що мали зустріч з ним.

Ученик Кут Хумі  -  Дамодар Маваланкар, свідчив:
|  | ... схоже в Джамму мені особливо пощастило бути посланим і отримати дозвіл відвідати священний ашрам, де я провів декілька днів в благословенному оточенні, що складалося з гімалайський Махатм і їх учеників, в існуванні яких так сильно сумніваються. Там я зустрівся не тільки з моїм улюбленим гуру Кут Хумі та Вчителем полковника Олькота – Морією, але й декількома іншими Братами, в тому числі з одним із Вищих … Тобто я не тільки побачив свого Гуру як живу людину, дуже молоду в порівнянні з деякими іншими з цієї благословенної компанії, але й більше того, інколи вони, зглянувшись, мали бесіди зі мною. Так на другий день мого перебування мені було дозволено більше години бесідувати з моїм Вчителем. |

За місце проживання К.Х. полковник Г. Олькот в 1881 р. писав Юму наступне:
|  | Я також особисто знав Майстра Кут Хумі з 1875 року. Він має зовсім інший, м’який тип характеру, та все-таки є другом іншого (Майстра Морії). Вони живуть один біля одного поруч з невеликим буддистським храмом, що знаходиться поміж їх будинками. В Нью-Йорку в мене були … і кольоровий ескіз на китайському шовку пейзажу біля резиденції (Кут Хумі) та мого Чохана з зображенням будинку останнього та частини маленького храму. |

Також А.Бейлі писала, що вперше побачила Кут Хумі  30 червня 1885 року, коли їй було 15 років. Бейлі стверджувала що він з’явився перед нею як чоловік неєвропейської національності, в тюрбані, але одягнений в європейський костюм. Спочатку вона вважала що то був Ісус, аж доки через роки, побачивши зображення Кут Хумі в Теософському товаристві, пізнала в ньому свого відвідувача.

### Думка скептиків
Ряд дослідників відмічають що занадто мало неспростовних доказів того, що Махатми Блаватської коли-небудь існували.

Також скептики вказують на певні невідповідності в описі особи Кут Хумі. Так Гордон Штейн приходить до висновку що Кут Хумі не володів деякими мовами якими мав би володіти згідно з його біографією, а саме німецькою та хінді.